# Take a Bow
«Take a Bow» (укр. Відкланяйся) — пісня барбадоської співачки Ріанни з перевидання третього студійного альбому Good Girl Gone Bad: Reloaded, випущена п'ятим синглом з Good Girl Gone Bad в цілому, і першим — з перевидання. Пісня була створена норвезькою продюсерською командою StarGate і написана в співпраці з автором-виконавцем Ne-Yo. «Take a Bow» вийшла у світ 15 квітня 2008 року як CD-сингл і цифрове завантаження в Сполучених Штатах Америки.
Композиція отримала позитивні відгуки від музичних критиків, особливо за вимову тексту, а також за якісну постановку бітів в змішанні з ритмами балади. Пісня «Take a Bow» набула широкого комерційного успіху і досягла першої лінійки в чартах Канади, Данії, Ірландії, Словаччини та Великої Британії. Пісня також очолила чарт Billboard Hot 100, ставши третім супер хітом Ріанни в Сполучених Штатах Америки. На додачу до вищезгаданого, пісня ввійшла в десятку найкращих синглів в шести країнах.
Режисером музичного відеокліпу став Ентоні Мендлер, прем'єра відбулась 25 квітня 2008 року. Знімання відбулося у Венеції, Лос-Анджелес і показує хлопця з Ріанною, зацікавлену в розриві відносин через його невірність їй. Відеокліп отримав дві номінації на Церемонії MTV VMA: Найкраще жіноче відео і Найкраща режисура. Пісню переспівали багато артистів, однак, найважливіший кавер належить Ліа Мішель з епізоду «Showmance» американського телесеріалу Glee.

## Відгуки критиків
Білл Лемб з About.com написав, що: «Ріанна має унікальну здатність доносити без удавання текст пісні до слухача, і ця пісня — ще один успіх, навіть якщо трохи менший для дуету. Гляньте, це дев'ята пісня Ріанни, якій вдалось ввійти в список найкращих 10 поп-синглів» і «В пісні Ріанна розмовляє зі слухачем, а слово „please!“ і легкий сміх, ймовірно, будуть найбільш незабутніми елементами цієї композиції». Він також відмітив: «Фонова мелодія „Take a Bow“ побудована на клавішних і, до сьогодні, є стандартною і не найкращою роботою дуету Stargate. Ймовірно, після декількох прослуховувань пісні, Ви почнете підспівувати співачці, що робить її популярною на радіо».

## Структура
«Take A Bow» — ритм-енд-блюз пісня з тривалістю звучання 3 хвилини 47 секунд. Композиція є баладою і має розмір такту в темпі 80 ударів на хвилину. Пісня написана в тональності Мі мажор. Голос Ріанни охоплює дві октави, від низької ноти E3 до високої C♯5. В музиці використана послідовність акордів E-B-C♯m-A.

## Формати і трек-лист

### Take a Bow
International CD Single/Digital Download
1. "Take a Bow" (Album Version) – 50:08
2. "Don't Stop the Music" (Solitaire's More Drama Remix) – 8:08

GR enhanced CD single
1. "Take a Bow" (Album Version) – 3:46
2. "Don't Stop the Music" (Solitaire's More Drama Remix) – 8:08
3. "Take a Bow" (Instrumental) – 3:46
4. "Take a Bow" (Video)

GR 12" picture disc vinyl
Side A & B
1. "Take a Bow" (Album Version) – 3:46
2. "Don't Stop the Music" (Solitaire's More Drama Remix) – 8:08

### Take a Bow: Remixes
EU promo CD single (RIBOWCDX1)
1. "Take a Bow" (Seamus Haji & Paul Emanuel Radio Edit) – 3:56
2. "Take a Bow" (Tony Moran & Warren Rigg Encore Radio Edit) – 4:02
3. "Take a Bow" (Groove Junkies Moho Radio Edit) – 3:52
4. "Take a Bow" (Subkulcha Radio Edit) – 4:21
5. "Take a Bow" (Seamus Haji & Paul Emanuel Club) – 8:34
6. "Take a Bow" (Tony Moran & Warren Rigg Encore Club) – 9:18
7. "Take a Bow" (Groove Junkies Moho Club) – 7:21
8. "Take a Bow" (Subkulcha Club) – 6:16
9. "Take a Bow" (Groove Junkies Moho Dub) – 6:42
10. "Take a Bow" (Groove Junkies Moho Dubstrumental) – 6:42

Digital CD Remixes
1. "Take a Bow" (Seamus Haji & Paul Emanuel Club Mix) – 8:34
2. "Take a Bow" (Tony Moran & Warren Rigg's Encore Club Mix) – 9:18
3. "Take a Bow" (Groove Junkies MoHo Club Mix) – 7:21
4. "Take a Bow" (Subkulcha Club Mix) – 6:16
5. "Take a Bow" (Groove Junkies Moho Dub) – 6:41